# Koaksijalni kabel
Koaksijalni kabel ili suosnik je izvedba električnog kabela kod koje je jedan vodič smješten unutar drugog šupljeg vodiča tako da oba imaju zajedničku os.

## Koaksijalni kabel u telekomunikacijama
Nesimetrični kabelski vodovi se u telekomunikacijama javljaju zbog potrebe za vodovima koji oko sebe neće širiti smetajuće elektromagnetsko polje i time ometati druge vodove. Prvo pravo rješenje javlja se u Americi u obliku vodiča (žica) smještenog unutar drugog (cijev) i naziva se koaksijalnim vodom jer oba vodiča imaju istu os. Nesimetrični vodovi koriste se samo na visokim frekvencijama što znači da je kod njih prigušenje veliko pa je razmak između pojačala morao biti relativno mali.
Problem koaksijalnih vodova je bio nastavljanje koaksijalnih tuba što se riješilo termičkim putem – lemljenjem ili zavarivanjem, no kod takvih zahvata može doći do oštećenja izolacije u slučaju pregrijavanja pa se spajanje izvodi uz hlađenje. Danas su razvijeni postupci koji ne zahtijevaju visoke temperature.
Jedan od nužnih problema je krutost nesimetričnih vodova što znači njihovo teže polaganje i račvanje.
Velik je problem i vodopropusnost koaksijalnih vodova jer u slučaju da u vod prodre voda, ona se slobodno širi kabelom jer nema nikakvih zapreka. Zbog toga se takvi kabeli obavezno pune plinom pod tlakom koji se neprestano nadgleda na krajevima i uzduž trase kabela.
Koaksijalni kabeli se najviše koriste u digitalnom prijenosu jer su tada isplativiji zbog manjih gubitaka. Do pojave svjetlovoda, nesimetrični vodovi su bili najupotrebljivaniji u telekomunikacijskim područjima na duljim relacijama.